# Shields Green
Pour les articles homonymes, voir Green.
Shields Green, surnommé Emperor, est un esclave puis abolitionniste américain né en 1836 en Caroline du Sud et mort le 16 décembre 1859 à Charles Town, alors en Virginie. Il est connu pour avoir participé au raid contre Harpers Ferry mené par John Brown peu après avoir rencontré ce dernier chez Frederick Douglass.